# Bernhard-Nocht-Institut für Tropenmedizin

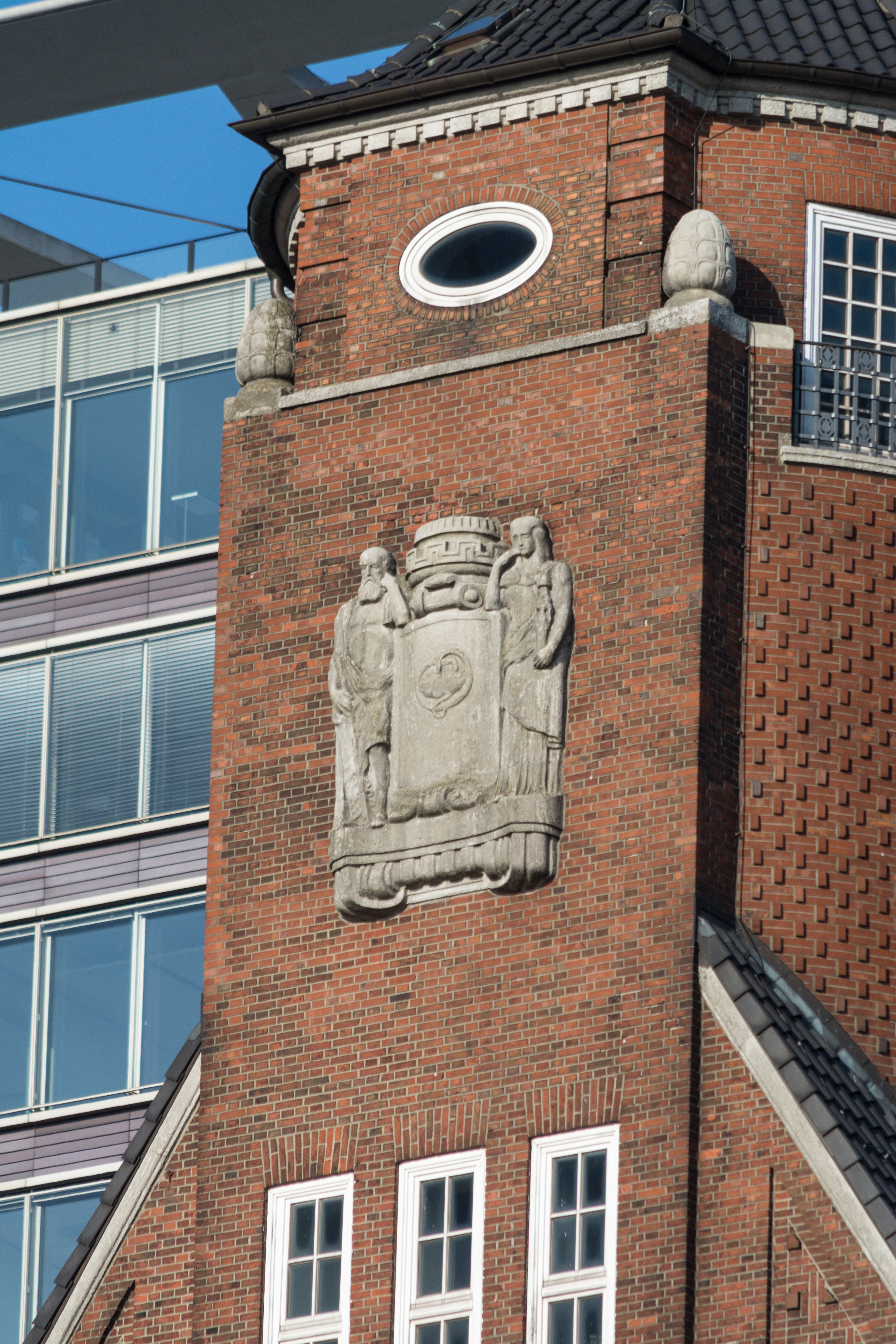
Turm des Haupthauses mit Relief „Schild mit Schale und Schlange, Mann mit Stab und Frau mit Amphore“ von Bossard

Das Bernhard-Nocht-Institut für Tropenmedizin (BNITM) in Hamburg ist das größte Institut für Tropenmedizin in Deutschland und beschäftigt heute mehr als 400 Mitarbeitende am Standort Hamburg. Es ist Mitglied der Leibniz-Gemeinschaft.

## Geschichte
Die Choleraepidemie von 1892 forderte Tausende von Toten und veranlasste Senat und Bürgerschaft der Stadt Hamburg zu einer Reform des Gesundheitswesens. Die Gründung des Tropenmedizinischen Instituts erfolgte mit Unterstützung der Reichsregierung zur Erforschung von Schiffs- und Tropenkrankheiten und zur Ausbildung von Schiffs- und Kolonialärzten. Im Jahr 1893 wurde der Marinearzt Bernhard Nocht in das neu geschaffene Amt des Hafenarztes eingeführt. Zur ärztlichen Betreuung innerlich erkrankter Seeleute errichtete man ihm außerdem eine Abteilung im Allgemeinen Krankenhaus St. Georg. Entgegen den Plänen des Bakteriologen Robert Koch setzte Nocht 1899 Hamburg als Standort für ein Institut zur Erforschung der Tropenkrankheiten durch, da „durch den überseeischen Verkehr dort ein reiches Krankengut zu versorgen sei“. Am 1. Oktober 1900 nahm das neue Institut für Schiffs- und Tropenkrankheiten mit 24 Mitarbeitern im ehemaligen Verwaltungsgebäude des Seemannskrankenhauses an den Hamburger Landungsbrücken seine Arbeit auf. Die stationäre Patientenversorgung findet seit 2006 im Universitätsklinikum Hamburg-Eppendorf statt. Im dortigen Behandlungszentrum für hochpathogene Infektionserkrankungen (BZHI) wurde 2014 der Hamburger Ebola-Patient behandelt.
Im Januar 2025 begann eine Debatte, ob die Benennung nach dem Gründungsdirektor Bernhard Nocht noch angemessen ist. Das Institut lud zu einer Podiumsdiskussion ein: "Bernhard Nocht ist eine zentrale Figur der deutschen Tropenmedizin, einer der Gründungsprofessoren der Universität Hamburg und Treiber des modernen Medizinalwesens in Hamburg. Doch seine Rolle und politische Haltung während Kolonialismus und Nationalsozialismus werfen kritische Fragen auf: Wie agierte Nocht als Mediziner und Wissenschaftsmanager? Wie ist seine Person aus heutiger Perspektive zu bewerten? Und wie beeinflusst dies Selbstverständnis, Identität und Verantwortung eines international ausgerichteten Forschungsinstituts im 21. Jahrhundert?"

## Gebäude

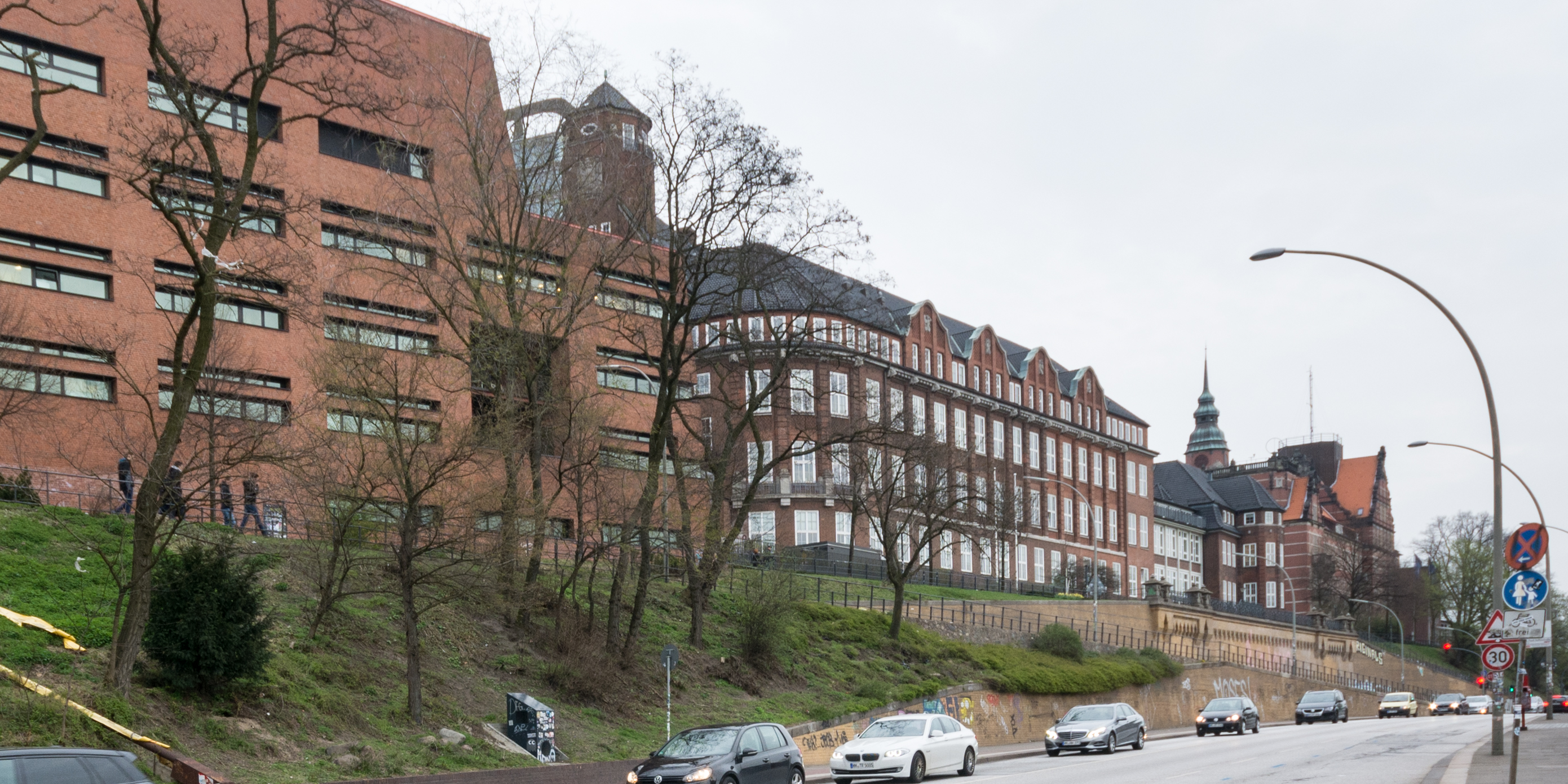
Institutsgebäude Südseite, mit Laborneubau im Vordergrund und Altbau im Hintergrund

Zwischen 1910 und 1914 entstand der dreiteilige Klinkerbau mit Laboratoriumstrakt, Krankenhaus und Tierhaus nach Plänen von Fritz Schumacher. Der Gebäudetrakt liegt im Stadtteil St. Pauli zwischen der Bernhard-Nocht-Straße auf der hochgelegenen Nordseite und dem zum Hafenufer herunterführenden Abhang der Davidstraße. Nach 1945 wurde das durch Bomben beschädigte Gebäude wiederaufgebaut. Ab 2003 wurde ein neuer Trakt auf dem Gelände des ehemaligen Tierhauses gebaut, der Ende Januar 2008 in Betrieb genommen wurde. Insbesondere die Hochsicherheitslabore wurden vollständig neu konzipiert und gehören seitdem zu den sichersten der Welt (Biologische Schutzstufe 4).
Die zahlreichen Schmuck-Reliefs an der Fassade des Altbaues stammen von dem Künstler Johann Michael Bossard.
Im Straßenverlauf ostwärts benachbart sind die Gebäude der Regionalzentrale des Deutschen Wetterdienstes und das Bundesamt für Seeschifffahrt und Hydrographie.

## Forschung
Das Institut unterteilt sich in fünf Forschungssektionen: Pathogen (Erregerforschung), Interface (Erforschung der Erreger-Wirt-Interaktionen), Patient (Klinische Forschung, Zoonosen und Diagnostik), Population (Infektionsepidemiologie, Arbovirologie und Entomologie) und Implementationsforschung.
Träger des Bernhard-Nocht-Instituts waren bis Ende 2007 das Bundesministerium für Gesundheit und die Behörde für Soziales, Familie, Gesundheit und Verbraucherschutz der Freien und Hansestadt Hamburg. Am 1. Januar 2008 ging das BNITM in einer Stiftung der Leibniz-Gemeinschaft auf.
Aktuelle Forschungsschwerpunkte des Instituts bilden Malaria, hämorrhagische Fieberviren (Lassavirus, Marburgvirus, Ebolavirus oder Krim-Kongo-Virus), Immunologie, Epidemiologie und Klinik tropischer Infektionen sowie die Mechanismen der Übertragung von Viren durch Stechmücken. Für den Umgang mit hochpathogenen Viren und infizierten Insekten verfügt das Institut über Laboratorien der höchsten biologischen Sicherheitsstufe (BSL4) und ein Sicherheits-Insektarium (BSL3). Das BNITM ist Nationales Referenzzentrum für tropische Infektionserreger und WHO-Kooperationszentrum für Arboviren und hämorrhagische Fieberviren.
Gemeinsam mit dem ghanaischen Gesundheitsministerium und der Kwame Nkrumah University of Science and Technology in Kumasi betreibt es das Kumasi Centre for Collaborative Research in Tropical Medicine (KCCR), ein modernes Forschungs- und Ausbildungszentrum im westafrikanischen Regenwald, das auch externen Arbeitsgruppen zur Verfügung steht.
Zu den Erfolgen des Instituts in jüngster Zeit gehört unter anderem die Identifizierung und die Entwicklung eines Tests für den SARS-Erreger (Christian Drosten, Stephan Günther 2003), die Entwicklung neuer Therapieansätze gegen Fadenwürmer, speziell bei der Flussblindheit (Achim Hörauf 1998), über symbiontisch mit den Würmern lebende Bakterien, und die Aufklärung eines noch fehlenden Übergangsstadiums des Malariaerregers (Merosome, Volker Heussler 2006). Das Ehepaar Paul Racz und Klara Tenner-Racz aus der Abteilung Pathologie des Instituts ist auch für Leistungen in der AIDS-Forschung bekannt.

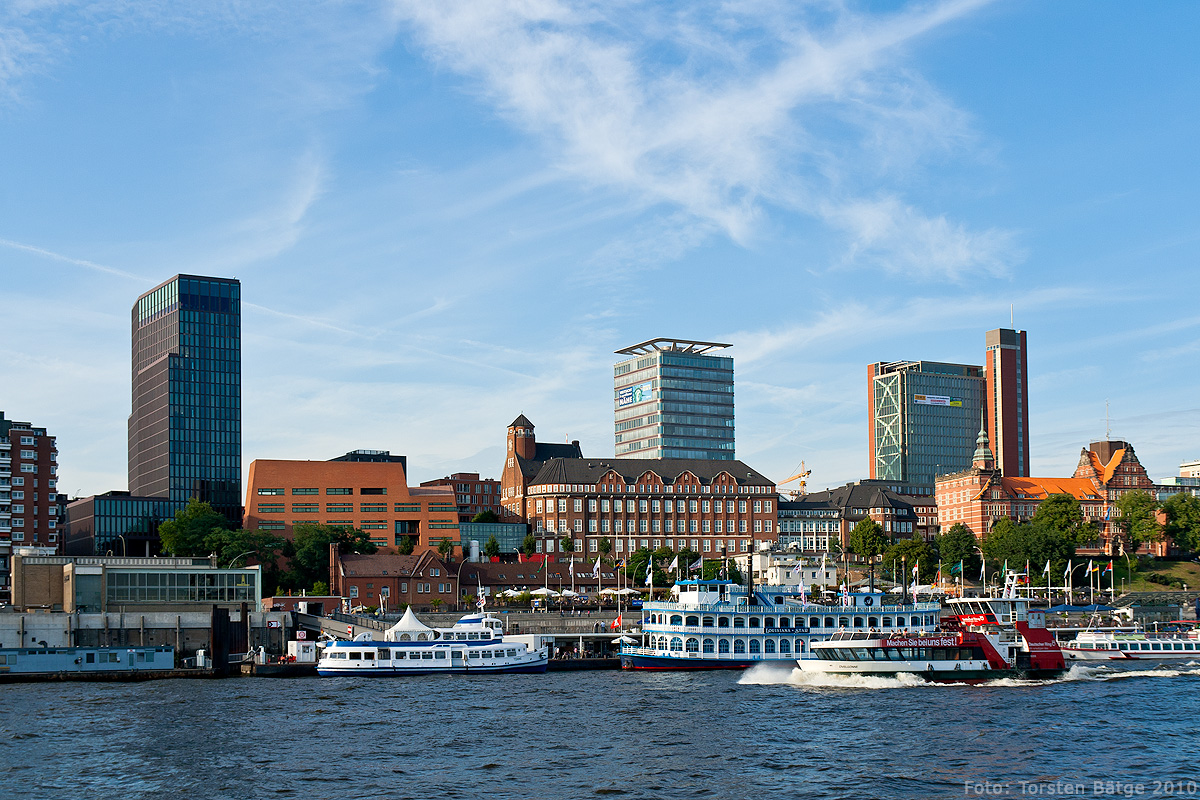
Alt- und Neubau im Ensemble der Neuen Hafenkrone, Hamburg-Sankt Pauli

## Direktoren und Vorstand
- 1900–1930 Bernhard Nocht (1857–1945)
- 1930–1933 Friedrich Fülleborn (1866–1933)
- 1933–1943 Peter Mühlens (1874–1943)
- 1943–1963 Ernst Georg Nauck (1897–1967), von 1943 bis 1947 kommissarischer Leiter
- 1963–1968 Hans Vogel (1900–1980)
- 1968–1982 Hans-Harald Schumacher (1920–2008)
- 1982–1988 ein dreiköpfiges Direktorium führt die Geschäfte
- 1988–1995 Hans Joachim Müller-Eberhard (1927–1998)
- 1996–2007 Bernhard Fleischer (* 1950)

Seit 2008 wird das Institut von einem Stiftungsvorstand geleitet. Dieser besteht aus drei Wissenschaftlern und der kaufmännischen Geschäftsführung. Erster Vorstandsvorsitzender wurde der Mediziner Rolf Horstmann, auf ihn folgte der Parasitologe Egbert Tannich. Im Oktober 2021 nahm der Infektionsepidemiologe Jürgen May die Arbeit als Vorstandsvorsitzender des Instituts auf.

## Sonstiges
Zwischen 1968 und 1990 betrieb das Institut ein Labor im Krankenhaus der deutschen Bergbausiedlung Bong Town im westafrikanischen Staat Liberia. Infolge des Bürgerkrieges musste es geschlossen werden.
Als Mitglied der Wissenschaftsgemeinschaft Gottfried Wilhelm Leibniz (WGL) wird das Institut als „Forschungsinstitut mit überregionaler Bedeutung“ von Bund und Ländern jeweils zur Hälfte institutionell gefördert.
Das BNITM ist in der Bevölkerung auch als „Das Tropeninstitut“ bekannt oder wird umgangssprachlich manchmal auch als „Tropenkrankenhaus“ bezeichnet.
Das Bundeswehrkrankenhaus Hamburg arbeitet eng mit dem BNITM zusammen, sodass unter anderem seit 2005 der Fachbereich Tropenmedizin des Bundeswehrkrankenhauses im BNITM untergebracht ist.
Seit dem Jahr 2006 findet unmittelbar am BNITM kein Krankenhausbetrieb mehr statt.
Die Bernhard-Nocht-Medaille für Tropenmedizin wird vom Bernhard-Nocht-Institut und der Deutschen Gesellschaft für Tropenmedizin verliehen, und der Preisträger hält einen Vortrag in Hamburg. Einige der Preisträger wie Walter Kikuth und Hans Vogel forschten auch am Bernhard-Nocht-Institut.
Auf die W3-Professur „Klinische Tropenmedizin“ am Universitätsklinikum Hamburg-Eppendorf wurde Michael Ramharter berufen. Er zog mit seiner Abteilung „Klinische Forschung“ ans BNITM.